# Falske billeder
Falske billeder er en dansk kortfilm fra 1989, der er instrueret af Jacob Banke Olesen efter manuskript af Kit Goetz.

## Handling
En fotograf lever af at lave billeder til pornoblade, men drømmer om at lave helt andre ting.